# Травале (Фиренца)
Травале је насеље у Италији у округу Фиренца, региону Тоскана.
Према процени из 2011. у насељу је живело 16 становника. Насеље се налази на надморској висини од 79 м.